# Polygala latouchei
Polygala latouchei är en jungfrulinsväxtart som beskrevs av Adrien René Franchet. Polygala latouchei ingår i släktet jungfrulinssläktet, och familjen jungfrulinsväxter. Inga underarter finns listade i Catalogue of Life.